# Victorious
Victorious (stiliseret som VICTORiOUS) er en amerikansk sitcom skrevet af Dan Schneider og sendes på Nickelodeon. Serien havde premiere den 27. marts 2010 efter Kid's Choice Awards 2010.

## Handling
Serien handler om Tori Vega. En pige som starter på gymnasiet Hollywood Arts, efter at hendes storesøsters tunge hæver op før en sangoptræden, og Tori bliver nødt til at overtage. Det er ikke en helt almindelig skole. Der går nemlig helt specielle elever med mange forskellige talenter. Nogle spiller skuespil, andre synger, eller hvad det nu ellers er for et talent, de har. Toris talent er at synge. Hun bliver hurtigt venner med Andre, Cat, Jade, Beck og Robbie. Jade er dog ret streng mod hende.

## Personer
Tori Vega (Victoria Justice) er hovedpersonen i denne serie. Hun vil gerne være venner med mange mennesker, og hun gør alt for at passe ind og være god i skolen, men det er ikke altid, at hun bliver mødt med velvilje, og hun kan da heller ikke være venner med alle. Hendes bedste ven er Andre Harris.
Andre Harris (Leon Thomas III) er et naturtalent til at spille klaver. Han er Toris første og bedste ven. Han er venlig mod alle og den bedste ven man kan ønske sig.
Cat Valentine (Ariana Grande) er en meget speciel pige. Hun farver konstant sit hår i forskellige nuancer af rød og er afhængig af mærkelige og nytteløse genstande fra Sky Store. Hun er naiv, dårlig til kritik, men altid glad. Hendes mest kendte sætning er: Hvad skal det betyde?!
Jade West (Elizabeth Gillies) er en goth-pige. Hun er kærester med Beck og vil ikke lade nogen komme i nærheden af ham. Ikke engang snakke med ham. Hun er kold udenpå, men en god skuespiller. Hun kan sommetider være rimelig tarvelig. Især over for Tori. Hun har nogle problemer med sin far.
Beck Oliver (Avan Jogia) er kærester med Jade. Han er venlig, venner med alle og en sej fyr. Han er ydmyg og er også venner med kendte skuespillere. Han har selv været med i en populær, lokal serie.
Robbie Shapiro (Matt Benett) er den kiksede nørd. Han har sin egen blog på TheSlap.com. Han går ikke uden sin dukke Rex, som er hans bedste ven, selvom Rex ikke er sød mod ham. Robbie er bugtaler og skændes tit med sig selv via sin dukke, hvilket hjælper på folks indtryk af ham. Det gør ham til den sjove og kiksede fyr i stedet for den nørdede. Han har stort set altid uheld med piger.
Trina Vega (Daniella Monet) er Toris storesøster. Hun går også på skolen Hollywood Arts. Hun tror, hun er fantastisk, men hun er helt forfærdelig. Hun kan godt lide at se sig selv i spejlet og give sig selv komplimenter. 

## Soundtracks
- Victorious Soundtrack - 2011
- Victorious: The Remixes - 2011
- Victorious 2.0: More Music From The Hit Tv Show - 2012